# Eucytherura mistrettai
Eucytherura mistrettai is een mosselkreeftjessoort uit de familie van de Cytheruridae. De wetenschappelijke naam van de soort is voor het eerst geldig gepubliceerd in 1972 door Sissingh.